# 상상연애대전
《상상연애대전》은 대한민국의 JTBC의 예능 프로그램이다. 연애에 대한 고민을 갖고 있는 일반인 남성들이 화면 속 여자 연예인들과 연애하는 상상을 하며 여자의 심리와 연애에 대해 알아가는 퀴즈 배틀 프로그램이다.

## 방송 시간
- 2012년 12월 8일 ~ 2013년 2월 9일 : 매주 토요일 오후 11시 00분

## 같이 보기
- 나홀로 연애중